# ウィル・オブ・ザ・ピープル
『ウィル・オブ・ザ・ピープル』（英: Will of the People）は、イギリスのロックバンドであるミューズの9作目のスタジオ・アルバム。2022年8月26日にワーナー・レコードから発売され、日本においてのみソニー・ミュージックジャパンインターナショナルから発売された。
セルフ・プロデュースで制作され、特にドラマーのドミニク・ハワードが主導権を握る形で制作された。エレクトロ・サウンドを取り入れた前作『シミュレーション・セオリー』から一転し、再び従来のミューズらしさのあるロックに回帰し、オルタナティヴ・ロック、クラシック、ヘヴィメタル、プログレッシブ・ロック、インダストリアル、シンセポップ、エレクトロニカなど、多種多様なサウンドや音楽スタイルが詰め込まれた構成となっている。ミューズのフロントマンであるマシュー・ベラミーは、「99年にデビューして以来、新作毎にあらゆるサウンドやジャンルを追求してきたミューズの集大成的なアルバム」であると位置づけた。
全英アルバムチャートで1位を記録し、7作連続で1位となった。また、NFT版も1000個限定で発売され、完売した。全英チャートの集計に反映された史上初のNFTの作品であり、イギリスで初めてチャート1位を獲得したNFTアルバムとなった。イギリス、フランスそれぞれで10万枚以上売り上げ、イギリス（BPI）でゴールド、フランス（SNEP）でプラチナに認定された。
ベラミーは本作について以下のように語った。

## 収録曲
| 全作詞・作曲: マシュー・ベラミー。 | |                    |                    |      |
| #                                  | タイトル                                                                                              | 作詞               | 作曲・編曲         | 時間 |
| 1.                                 | 「ウィル・オブ・ザ・ピープル - Will of the People」                                                   | マシュー・ベラミー | マシュー・ベラミー | 3:18 |
| 2.                                 | 「コンプライアンス - Compliance」                                                                     | マシュー・ベラミー | マシュー・ベラミー | 4:10 |
| 3.                                 | 「リベレイション - Liberation」                                                                       | マシュー・ベラミー | マシュー・ベラミー | 3:06 |
| 4.                                 | 「ウォント・スタンド・ダウン - Won't Stand Down」                                                     | マシュー・ベラミー | マシュー・ベラミー | 3:29 |
| 5.                                 | 「ゴースツ（ハウ・キャン・アイ・ムーヴ・オン） - Ghosts (How Can I Move On)」                         | マシュー・ベラミー | マシュー・ベラミー | 3:36 |
| 6.                                 | 「ユー・メイク・ミー・フィール・ライク・イッツ・ハロウィーン - You Make Me Feel Like It's Halloween」 | マシュー・ベラミー | マシュー・ベラミー | 3:00 |
| 7.                                 | 「キル・オア・ビー・キルド - Kill or Be Killed」                                                      | マシュー・ベラミー | マシュー・ベラミー | 5:00 |
| 8.                                 | 「ヴェローナ - Verona」                                                                               | マシュー・ベラミー | マシュー・ベラミー | 4:56 |
| 9.                                 | 「ユーフォリア - Euphoria」                                                                           | マシュー・ベラミー | マシュー・ベラミー | 3:23 |
| 10.                                | 「ウィ・アー・ファッキング・ファックト - We Are Fucking Fucked」                                      | マシュー・ベラミー | マシュー・ベラミー | 3:36 |
| 合計時間:                          | 合計時間:                                                                                             | 37:40              |                    |      |

## シングル
1. ウォント・スタンド・ダウン - Won't Stand Down
2. コンプライアンス - Compliance
3. ウィル・オブ・ザ・ピープル - Will of the People
4. キル・オア・ビー・キルド - Kill or Be Killed
5. ユー・メイク・ミー・フィール・ライク・イッツ・ハロウィーン - You Make Me Feel Like It's Halloween